# Cimetière de Saint-Denis
Le cimetière de Saint-Denis, situé 29 boulevard de la Commune-de-Paris, est le cimetière communal de la ville de Saint-Denis (Seine-Saint-Denis).
Fondé en 1806, les ventes de concessions nouvelles au cimetière communal y sont stoppées à compter de 1977 en raison de l'ouverture du cimetière intercommunal des Joncherolles, mais elles reprennent en 2021, les deux sites fonctionnant de manière complémentaire.

## Historique

François de Belleforest, Cosmographie universelle, ville de Saint-Denis, 1575. Au nord-est, on y voit l'église Saint-Rémy hors-les-murs (no 13), entourée de son cimetière.

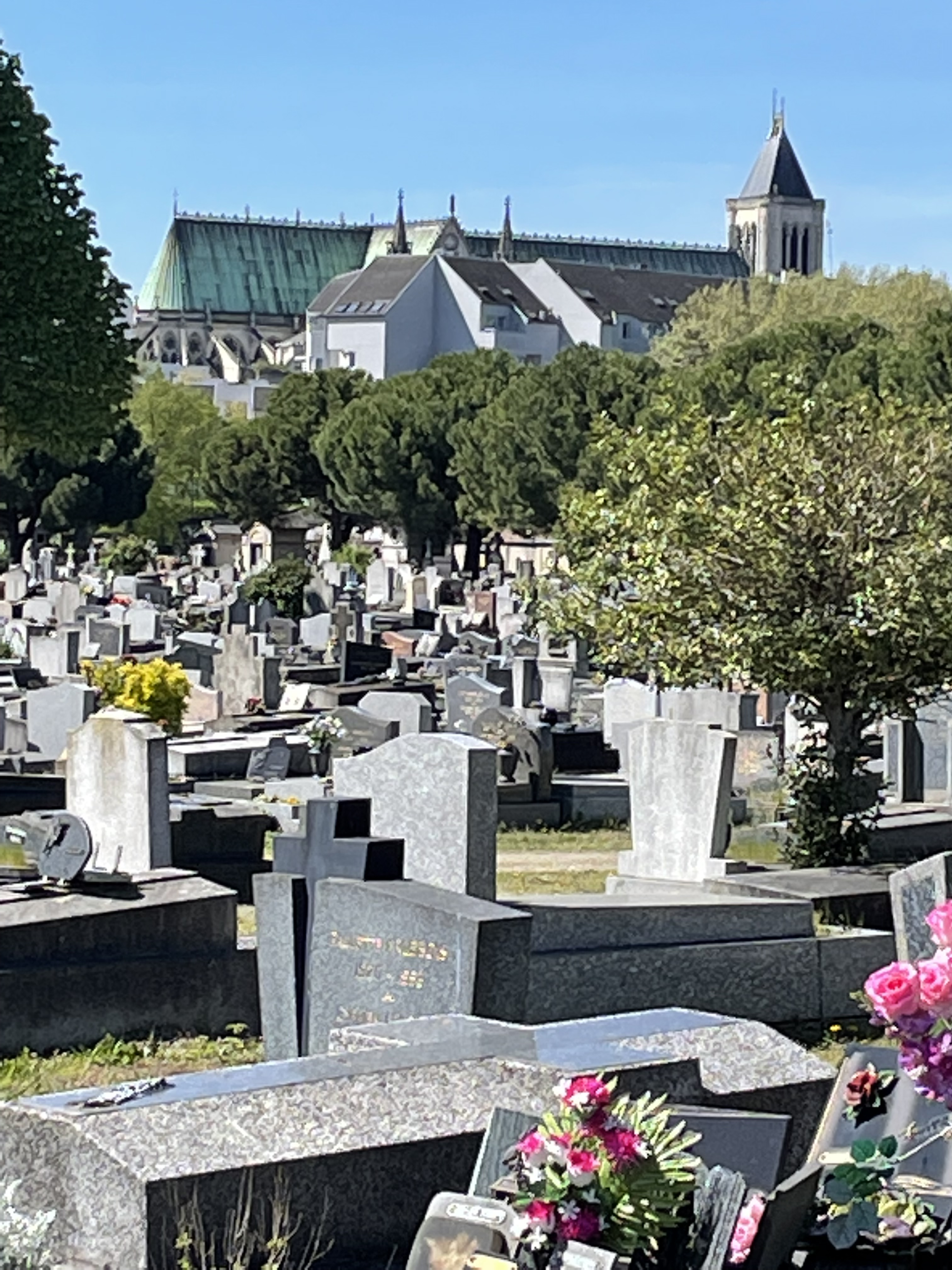
La Basilique Saint-Denis en arrière-plan du cimetière.

La Convention nationale décida en 1793 la vente comme bien national de tous les cimetières qui, depuis des temps immémoriaux, étaient accolés aux églises paroissiales de la ville, soit, à cette époque, cinq lieux de sépulture.
Seul en réchappa celui de l'église Saint-Rémy, fort ancienne car mentionnée dès 898 par le roi Charles III le Simple. À la fin du XVIIIe siècle, on y enterrait les mendiants du dépôt de mendicité (située à l'emplacement actuel du marché de Saint-Denis), devenue maison de répression à la Révolution. Il devint alors le cimetière unique de la ville.
L'église, semble-t-il déjà en ruine, se serait écroulée en 1808 et, la même année, le cimetière fut agrandi de terrains appartenant à la famille Dezobry,, puis en 1841 (terrains Beaufort), 1863 et 1898 (terrain Lorget).
Fondé en 1806, le cimetière communal de 11,5 hectares est situé au nord du centre-ville entre le boulevard de la commune de Paris, l'avenue Lénine et l'avenue Jean Moulin. La rivière Vieille Mer, canalisée dès 1957, passe au nord du cimetière sous l'actuelle rue Georges-Politzer.
Selon l'APUR, le cimetière de Saint-Denis est avec celui de Montrouge (situé administrativement dans le 14e arrondissement de Paris) celui présentant la plus forte variété de monuments funéraires de la banlieue parisienne. Il comporte un monument aux morts à la mémoire des combattants de la guerre franco-prussienne de 1870, construit par délibérations du Conseil municipal des 2 décembre 1870 et 23 décembre 1871. Y est adjoint un carré de corps restitués des résistants, un carré de corps restitués AFN ainsi que des tombes de l'hôpital militaire de Saint-Denis.
Pendant la Première Guerre mondiale, plusieurs centaines de dionysiens sont inhumés au carré militaire, de même que les victimes de l'explosion du fort de la Double-Couronne le 4 mars 1916
Les 2 et 7 août 1944, il est la cible de bombardements aériens qui brisent des monuments et détruisent la maison du conservateur,.
En octobre 1985, le réalisateur Laurent Boutonnat tourne des scènes du clip de la chanson Plus grandir de Mylène Farmer. En 2008, le réalisateur Jean-Paul Lilienfeld y tourne les dernières séquences du film La Journée de la jupe figurant les obsèques du personnage incarné par Isabelle Adjani.
Ce cimetière a compté plus de 25 000 concessions où étaient inhumés 90 000 corps. Ce nombre a chuté à moins de 13 500 concessions en 2006, à la suite de la décision prise en 1973 et en 1978 de ne plus y attribuer de nouvelles concessions. De 1977 à 2021, les défunts non rattachés à une concession existante sont enterrés au cimetière intercommunal des Joncherolles, commun avec les villes de Saint-Ouen-sur-Seine, Épinay-sur-Seine, Villetaneuse et Pierrefitte-sur-Seine. La saturation n'étant plus de mise, la vente de nouvelles concessions est rouverte en mars 2021, en parallèle à la végétalisation du nord du cimetière. Vers 2017, le cimetière renonce aux produits phytosanitaires. 
En mars 2022, la Ville ouvre un carré musulman en relais de celui du cimetière intercommunal des Joncherolles, alors saturé. En 2023, le site se dote d'un columbarium.

## Galerie

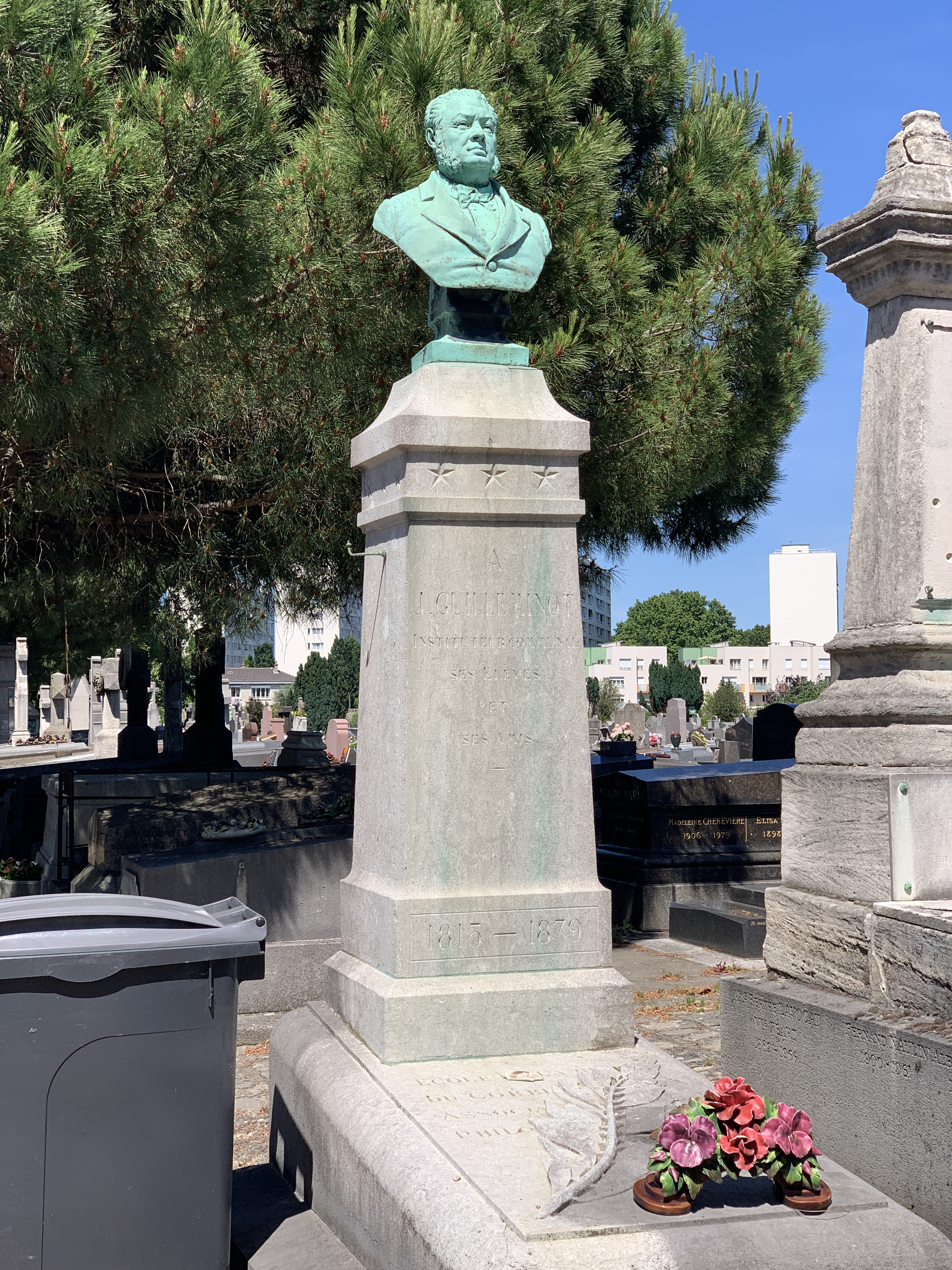
Guilleminot, instituteur.
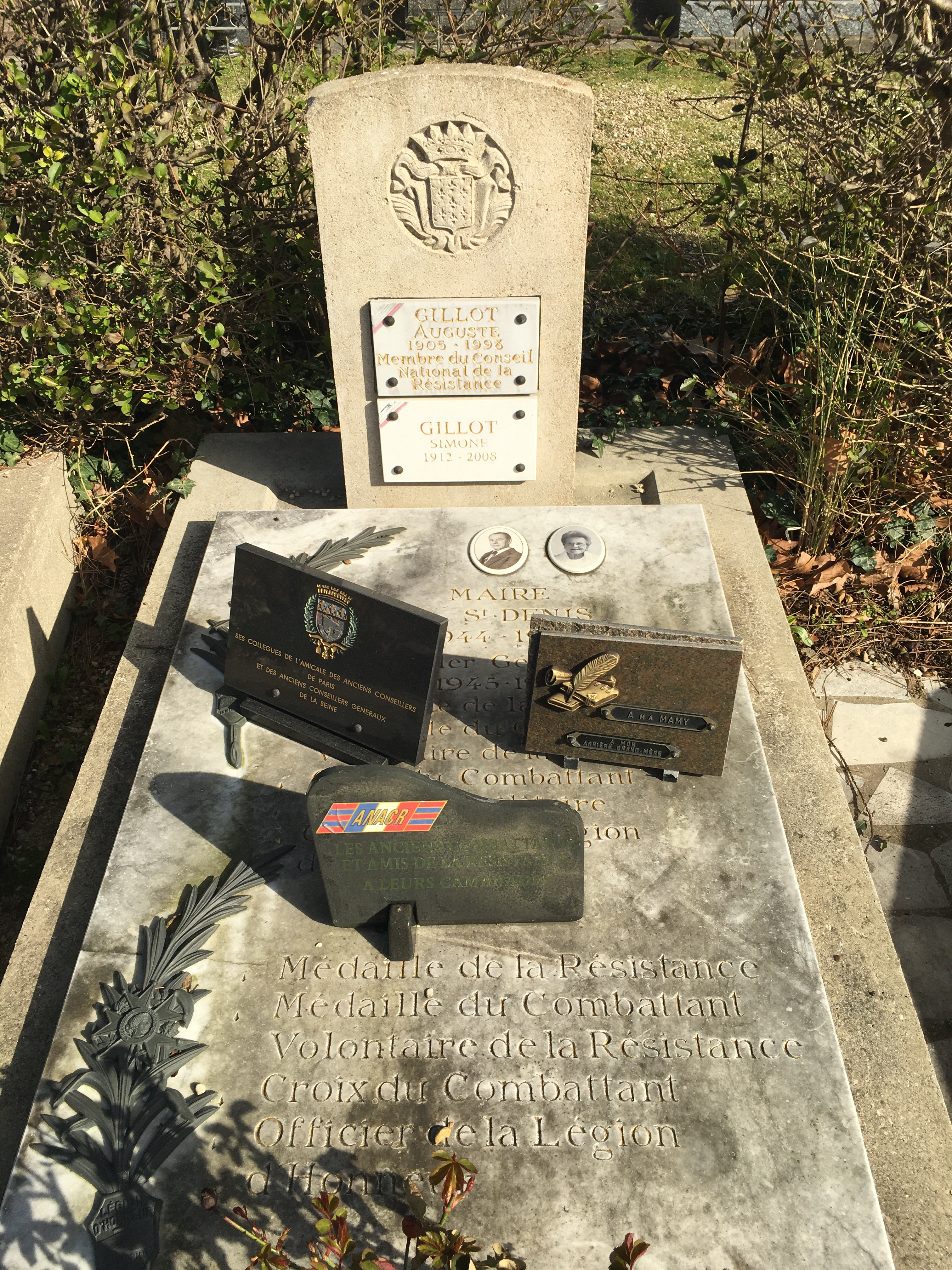
Auguste  et Simone Gillot, maire de Saint-Denis, résistants.
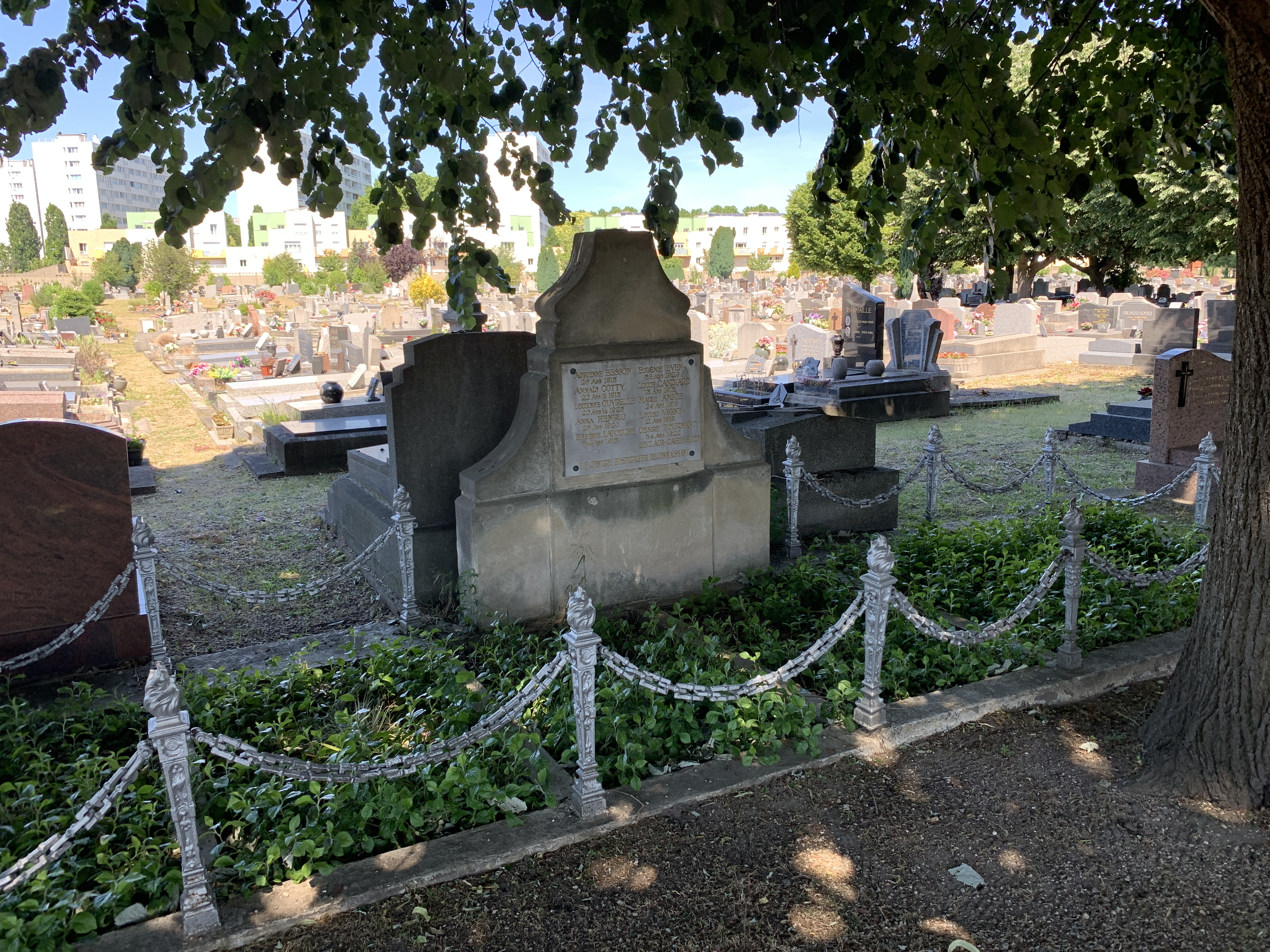
Soignantes de l'hôpital, victimes de la grippe espagnole.
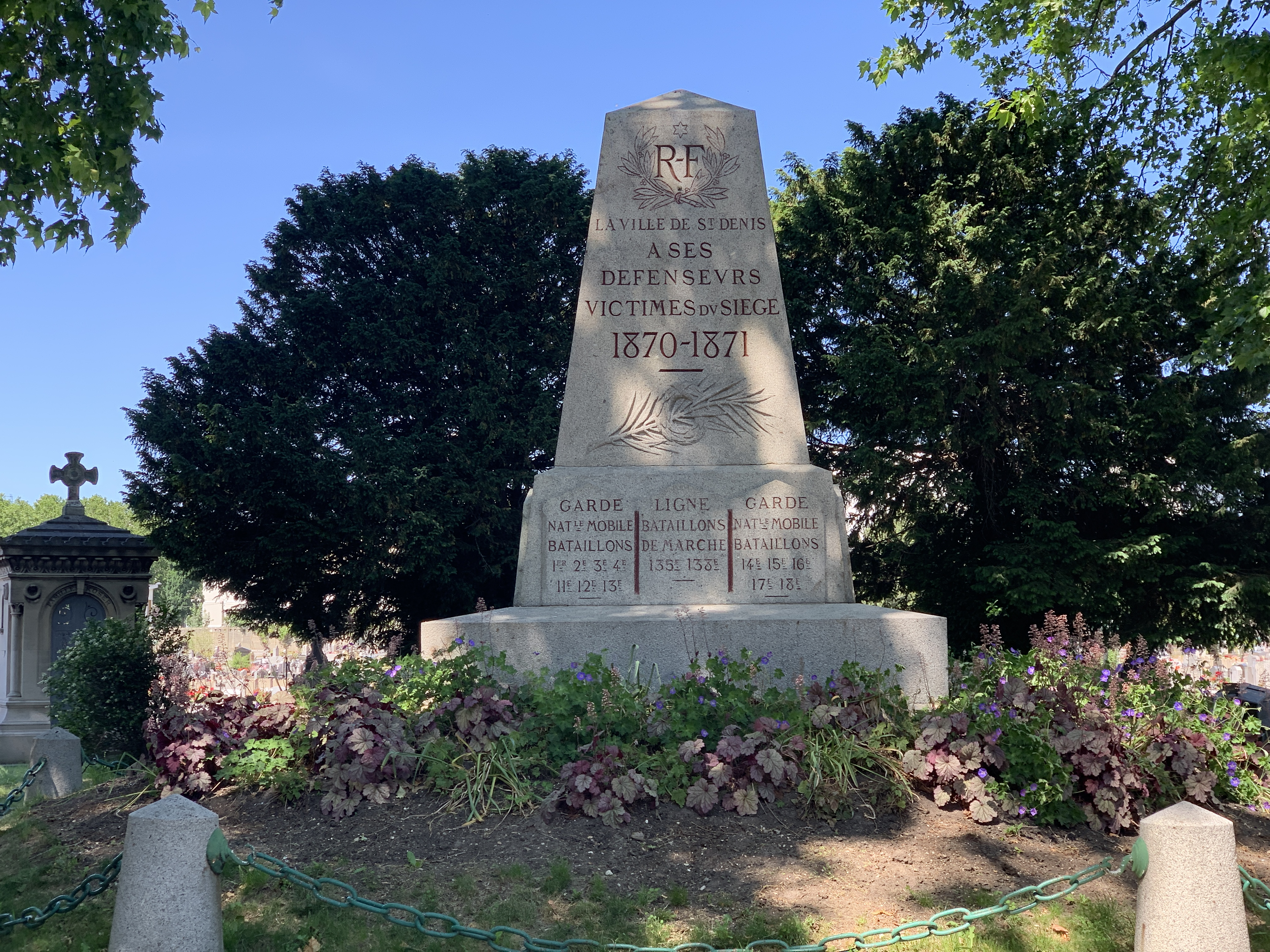
Monument aux morts de la guerre de 1870.
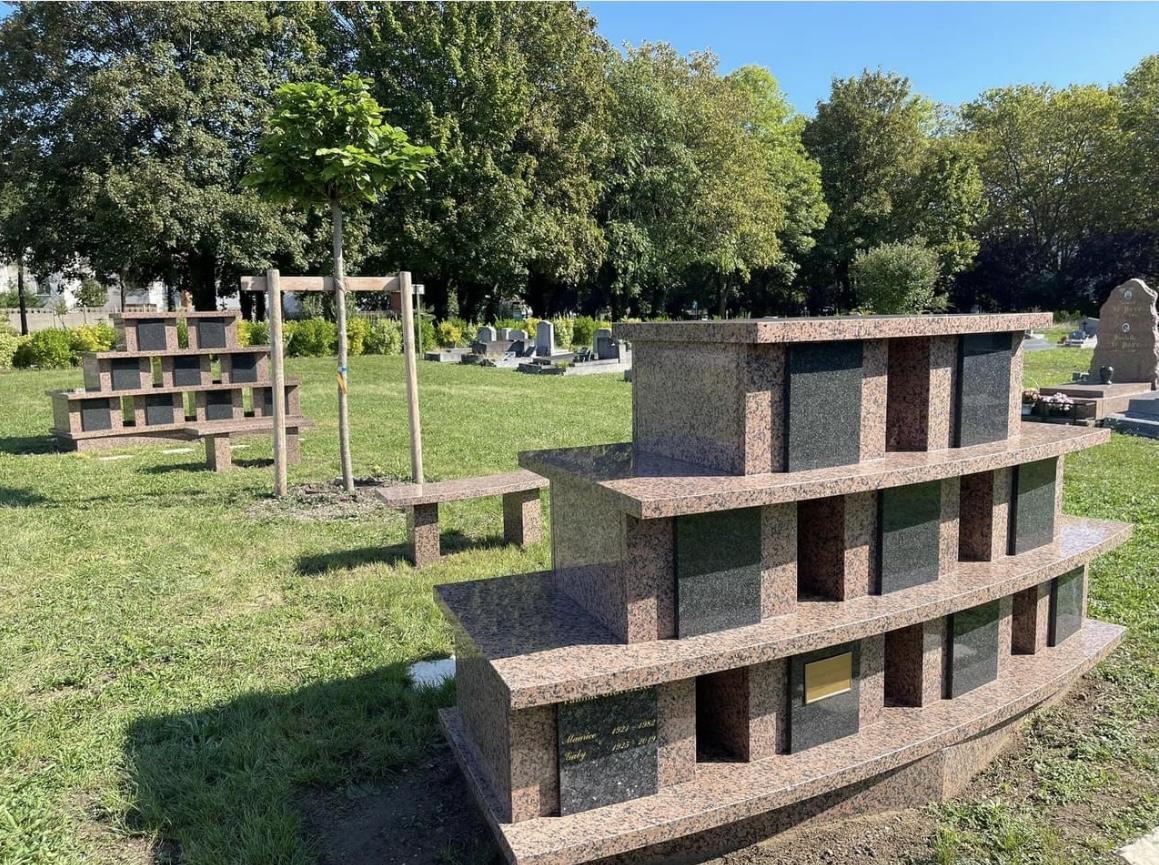
Columbarium de Saint-Denis.
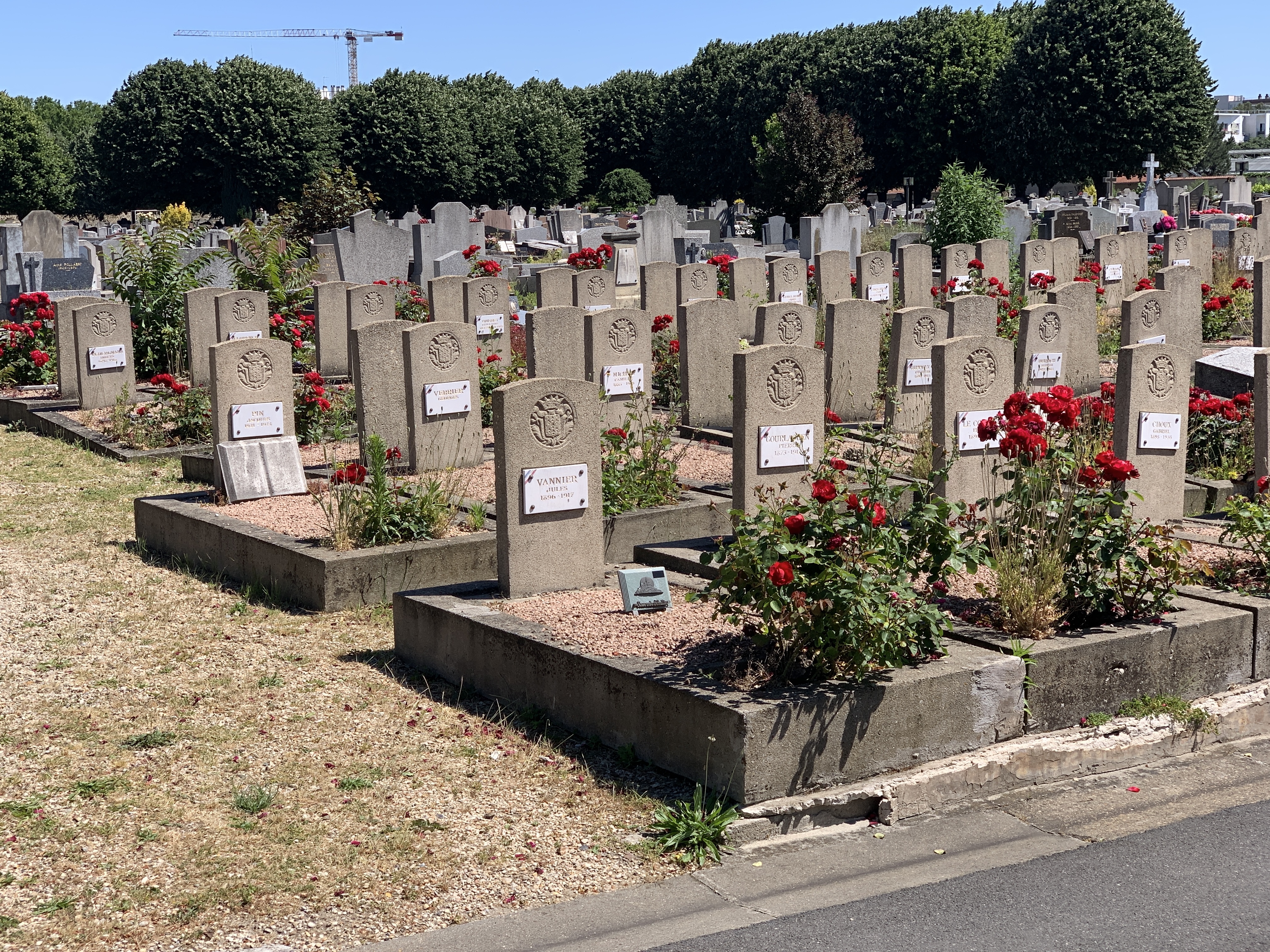
Vue du carré militaire.
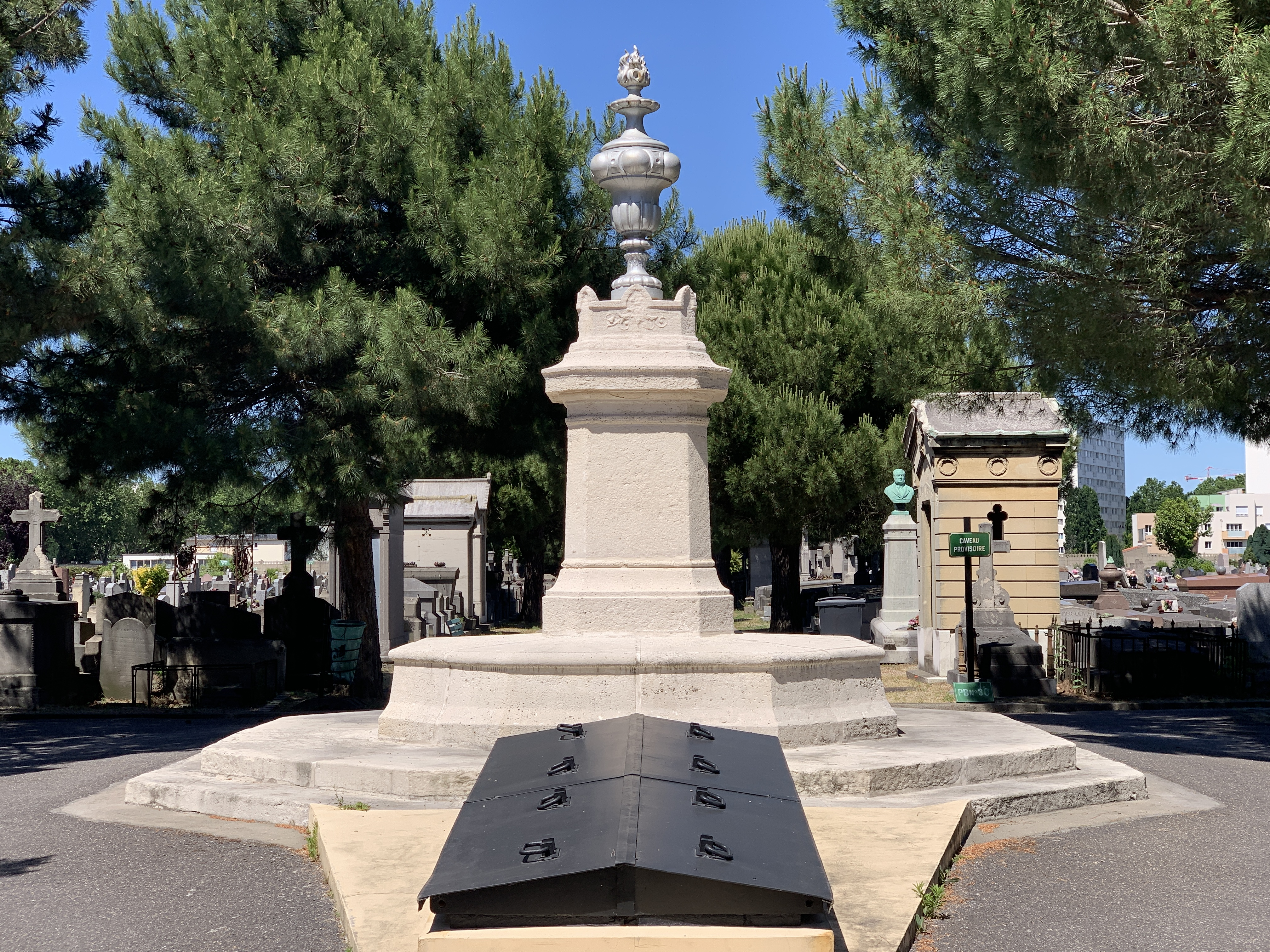
Le caveau provisoire.

## Personnalités

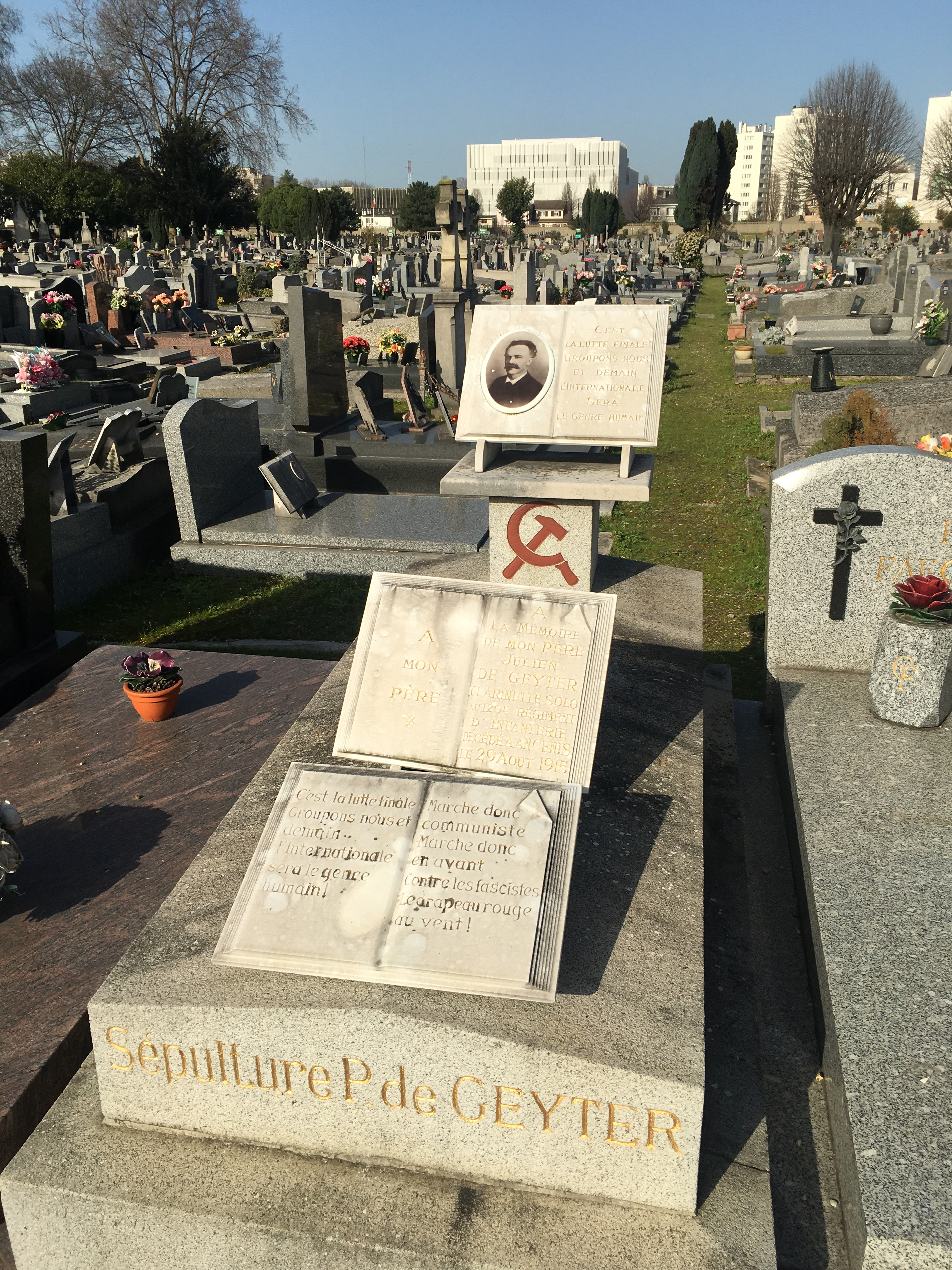
La tombe de Pierre de Geyter.

Parmi les personnalités enterrées dans l'ancien cimetière, on peut citer :
- Léon Bonhomme (1870-1921), peintre.
- Gaston Cailleux (1870-1946), architecte et skipper médaillé de voile aux Jeux olympiques de 1900.
- Pierre Degeyter, compositeur de la musique de l'Internationale, avec la faucille et le marteau gravés dans sa pierre tombale[19],[20].
- Auguste Delaune (1908-1943), dirigeant sportif et résistant communiste.
- Auguste Gillot (1905-1998), résistant, maire communiste de Saint-Denis.
- Simone Gillot (1912-2008), militante communiste, résistante et infirmière, épouse du précédent.
- Juliette Jouet (1879-1959), professeure de musique[21].
- Auguste Martin (1826-1900), industriel et maître-mosaïste.
- Le baron Alexandre Méchin (1772-1849), homme politique.
- Simon-Max (1847-1923), comédien et chanteur.
- le graphiste Michel Quarez (1938-2021).
- Simone Troisgros (1904-1993), syndicaliste.
- Plusieurs résistants : Gaston Dourdin, André Diez, Benito Sacristan, Roger Semat...
- Plusieurs anciens maires de Saint-Denis : Casimir Turpigny, Auguste Gibault, Jean-Victor Brisson, Hilaire Giot, Émile Revest, Albert Walter, Ernest Thivet-Hanctin, Adrien Pierre Le Roy Des Barres, Gaston Philippe, Émile Connoy...

## Moyens d'accès

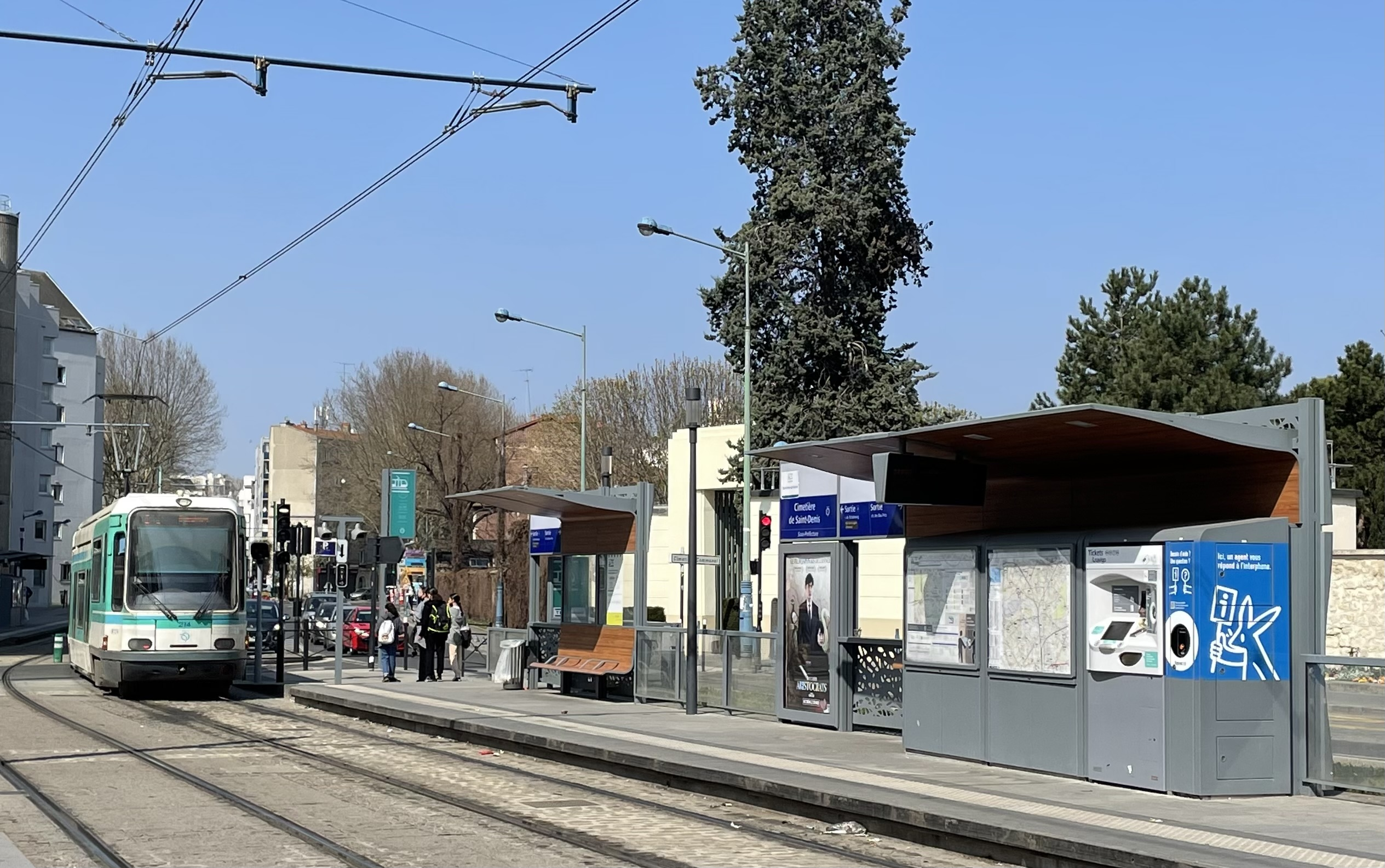
La station Cimetière de Saint-Denis du T1.

Le cimetière est desservi par la station Basilique Saint-Denis de la ligne 13 du métro de Paris.
L'accès principal du cimetière se trouve face à la station Cimetière de Saint-Denis de la ligne 1 du tramway d'Île-de-France.
Deux autres accès piétons se trouvent avenue Jean-Moulin et avenue Lénine.